# Geografía de Islandia
Islandia (nombre local, Ísland) es un país insular de Europa del Norte entre el mar de Groenlandia, el mar de Noruega y el Atlántico Norte. Está al sur del círculo polar ártico, al noroeste de Reino Unido y al oriente de Groenlandia. Se encuentra en una zona de contacto entre las placas Euroasiática al este y la Norteamericana. En su zona central se hallan las Tierras Altas, con algunos picos, volcanes, géiseres y grandes glaciares, entre ellos el Vatnajökull, el segundo más extenso del continente. Sus ríos se forman por el deshielo de las nieves de ese sector. Su cauce sigue una dirección que va del centro de la isla hacia el litoral, con recorridos accidentados y vistosas cascadas. Sobre todo al norte y al occidente, la costa es accidentada, con numerosas bahías y fiordos.

## Geografía física

Regiones de Islandia

Mapa topográfico de Islandia. Las áreas en marrón tienen más de 500 m de altitud con una amplia masa central inhóspita. Los glaciares aparecen en blanco.

Islandia consiste en ocho regiones geográficas, Höfuðborgarsvæðið (Distrito de la capital), Suðurnes (sudoccidental), Vesturland (occidental), Vestfirðir (fiordos occidentales), Norðurland Vestra (noroccidental), Norðurland Eystra (nororiental), Austurland (oriental) y Suðurland (meridional). El 20 por ciento de la tierra se usa como pastos, y solo se cultiva un 1 por ciento. Islandia perdió la mayor parte de los bosques que cubrían el territorio, pero se está desarrollando un ambicioso plan de reforestación. El polén de árboles fosilizados y las descripciones de los primeros pobladores indican que antes de los primeros asentamientos hacia el año 800, los árboles cubrían entre un 30 y un 40 por ciento de la isla. Hoy, sin embargo, solo hay pequeños parches del bosque original de abedules, de los que los más destacables se encuentran en Hallormsstaðaskógur (740 ha) y Vaglaskógur (300 ha). 
Islandia cuenta con 36 islas. El río más largo es el Þjórsá, de 230 km. Hay tres parques nacionales, Vatnajökull, Snæfellsjökull y Þingvellir. Las zonas habitadas están en la costa, particularmente en el suodeste, mientras las zonas altas están deshabitadas. El territorio consiste básicamente en una meseta intersecada por montañas, campos de hielo y una costa profundamente indentada por bahías y fiordos.

### Relieve
Su relieve revela un nudo orográfico submarino entre las dorsales de Reikiavik, al suroeste, y la Occidental de Jan Majen. Ambas son segmentos septentrionales de la Mesoatlántica y son la zona de contacto de las placas euroasiática al este y la norteamericana al oeste. 

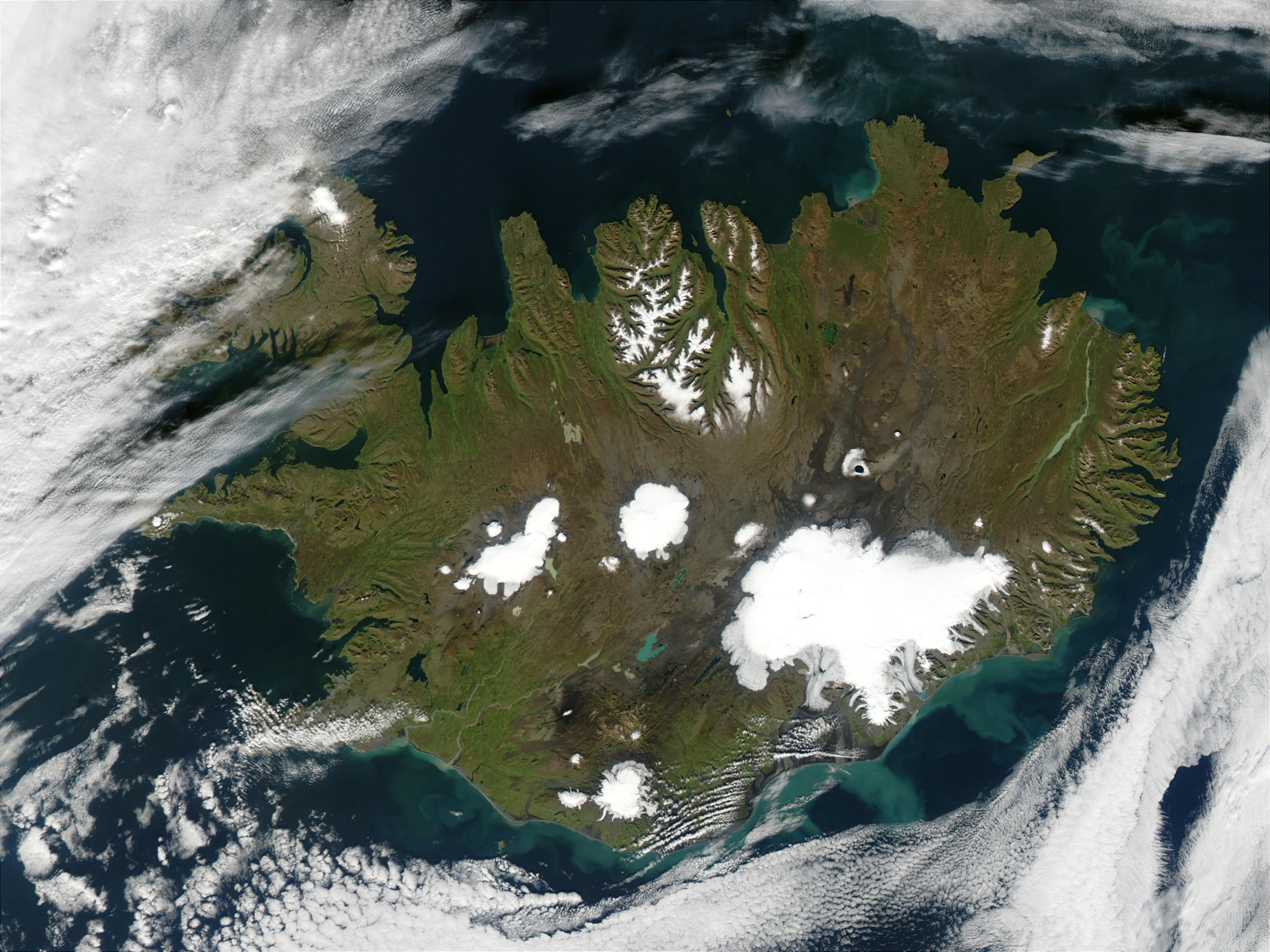
Imagen de satélite de Islandia en septiembre. En blanco, algunos glaciares de la isla. A la derecha el mayor del país y de Europa, el Vatnajökull.

La hendidura se separa continuamente unos pocos milímetros cada siglo según la tectónica de placas. La separación se nota por los valles de los ríos Þjórsá (en la mitad sudoeste) y Skjálfandafljót (en la mitad noroeste). La isla está además sobre una gigantesca caldera magmática.
La mayor parte del territorio es una meseta con algunos picos montañosos, glaciares, volcanes, géiseres y costas accidentadas con bahías y fiordos. Las Tierras Altas de Islandia cubren la mitad del territorio, un vasto desierto montañoso de lava en su mayor parte inhabitable, pues las lluvias se infiltran rápidamente en el terreno y no permiten que crezcan las plantas.
El pico Hvannadalshnjúkur, en el noreste del volcán Öræfajökull, es el punto más elevado de Islandia con una altura de 2109,6 m s. n. m. Forma parte del parque nacional Skaftafell, en la región oriental de Austurland.

### Litoral
El litoral islandés presenta múltiples accidentes. Entre sus bahías, destacan las de Faxaflói, Skjálfandi y Vaðlavík.

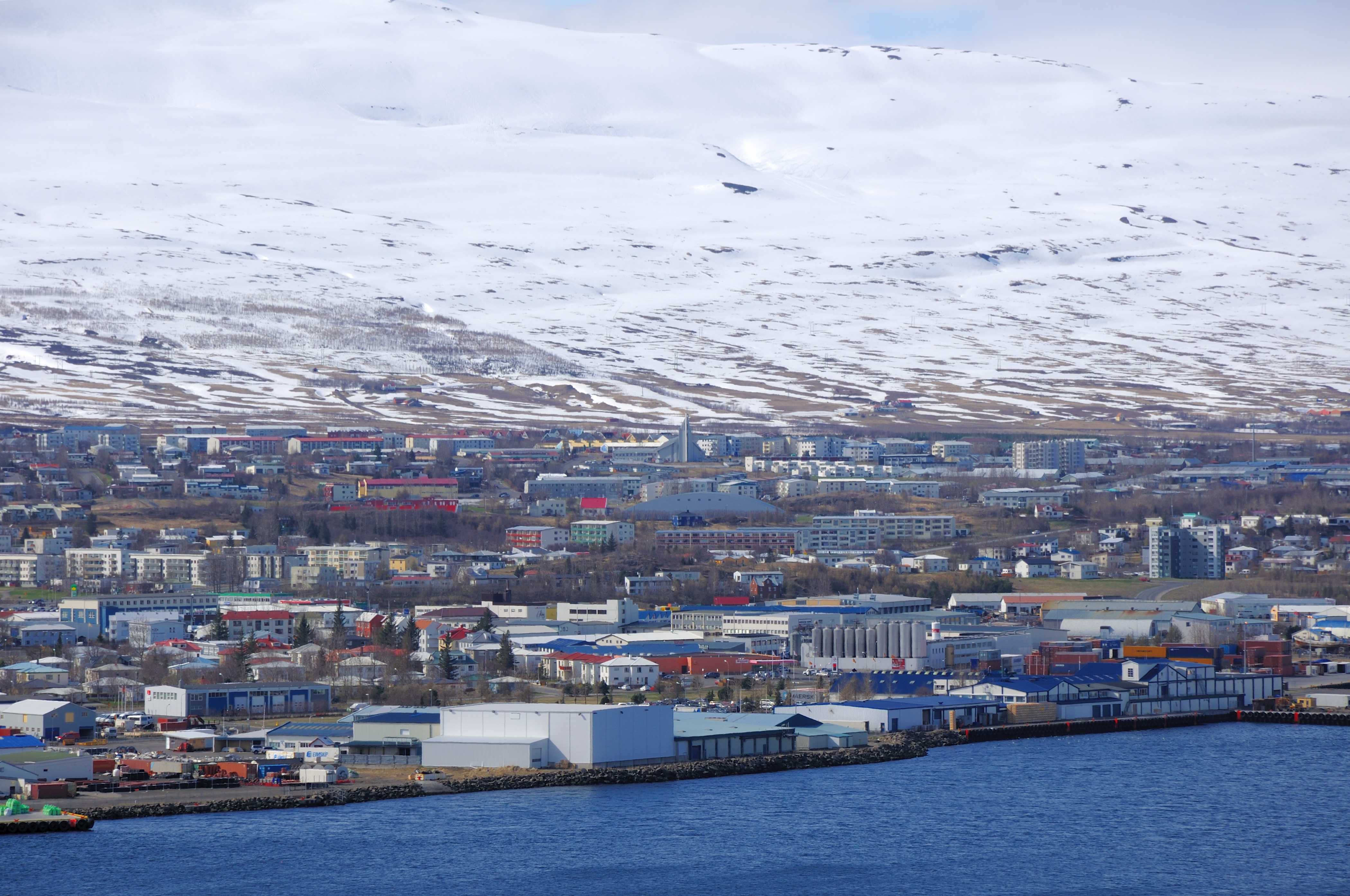
El Eyjafjörður, donde se encuentra la ciudad de Akureyri, la más importante de la región de Norðurland Eystra.

Su principal península es Vestfirðir, que constituye a su vez una de las regiones administrativas del país. Comprende la zona noroccidental de la isla.
También en el océano Ártico se encuentran las penínsulas de Skagi y de Vatnsnes, en la región de Norðurland Vestra, y las de Melrakkaslétta y de Langanes, en la de Norðurland Eystra, en la zona nororiental del país. El límite entre ambas regiones pasa por la de Tröllaskagi, entre los fiordos Eyjafjörður y Skagafjörður. 
Su costa está sembrada de fiordos, en particular en las regiones de Austurland, donde están el Álftafjörður, el Borgarfjörður y el Hornafjörður, y en la de Vestfirðir, donde se encuentran el Arnarfjörður, el Ísafjarðardjúp y el Jökulfirðir. En la de Norðurland Eystra se encuentra el Eyjafjörður, y en la de Norðurland Vestra el Skagafjörður.

### Volcanes

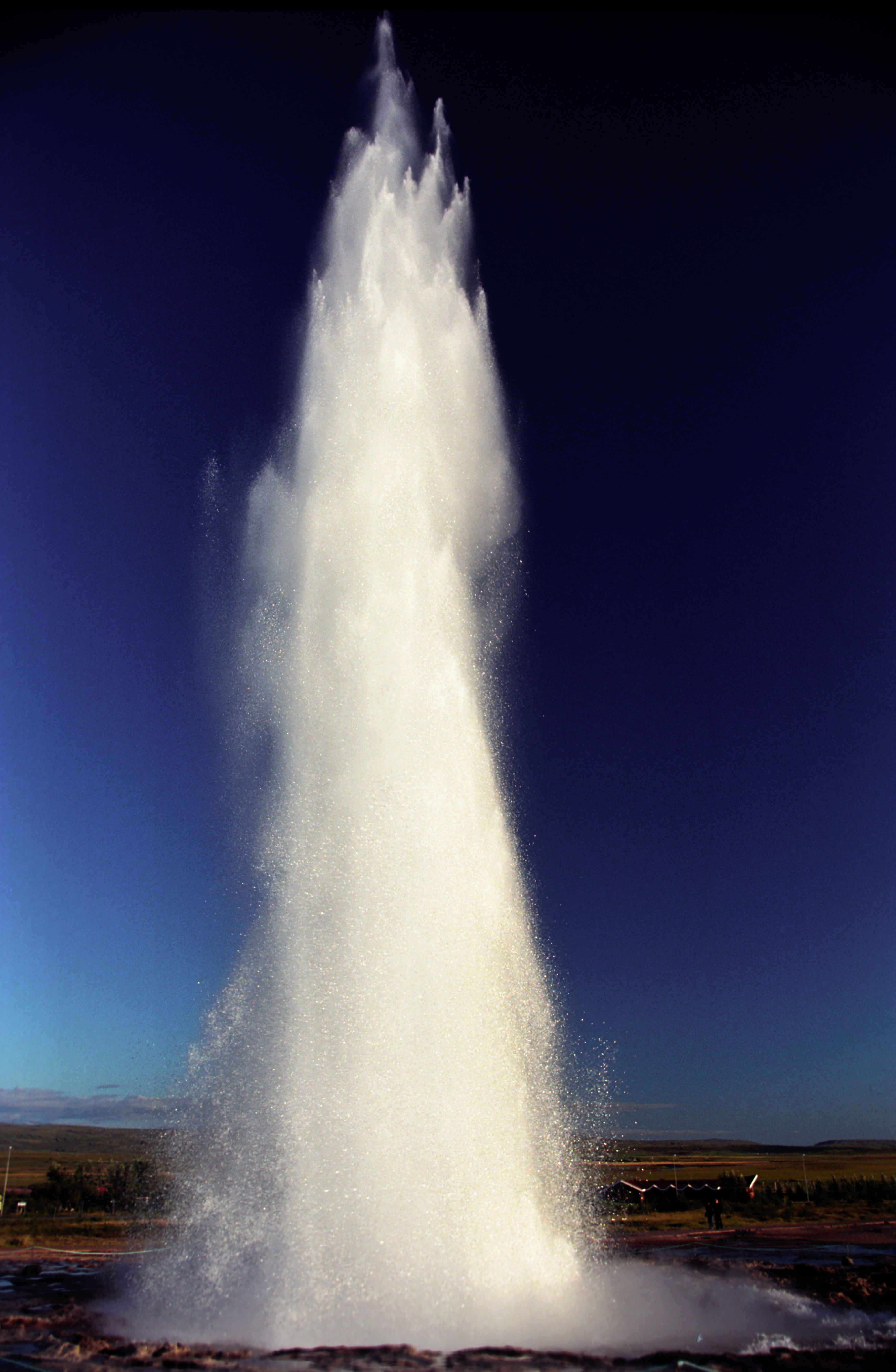
Géiser de Strokkur.

Islandia es uno de los países con más actividad volcánica. Hay alrededor de 200 volcanes posglaciales, de los cuales al menos 30 han hecho erupción desde que el país fue establecido en el siglo IX. 
En promedio una erupción tiene lugar cada cinco años y está dividido por placas tectónicas. Las erupciones volcánicas funden los hielos y provocan grandes fenómenos vulcano-glaciales, llamados jökulhlaup.

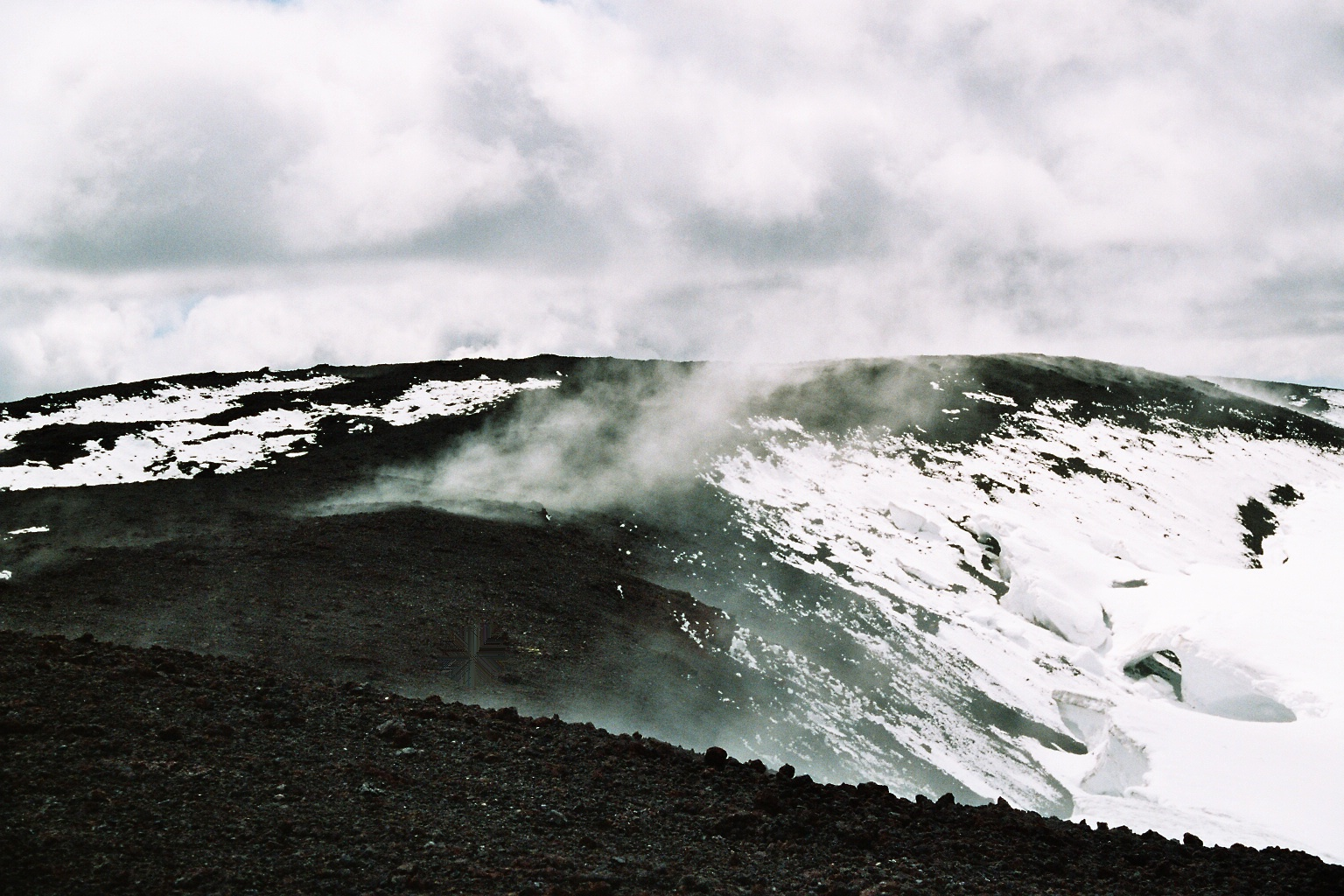
Cráter del Hekla.

El volcán islandés más famoso es el Hekla, conocido en el mundo cristiano de la Edad Media como la Morada de los condenados. Desde su primer erupción registrada en 1104, que destruyó vastas áreas incluyendo el poblado de Þjórsárdalur, Hekla ha entrado en erupción 17 veces, causando gran daño en la campiña circundante. 
Al comienzo de su erupción en marzo de 1947, la columna de fuego y cenizas ascendió a 30 000 m y hubo nuevas erupciones en 1980, 1981 y 2010[cita requerida].

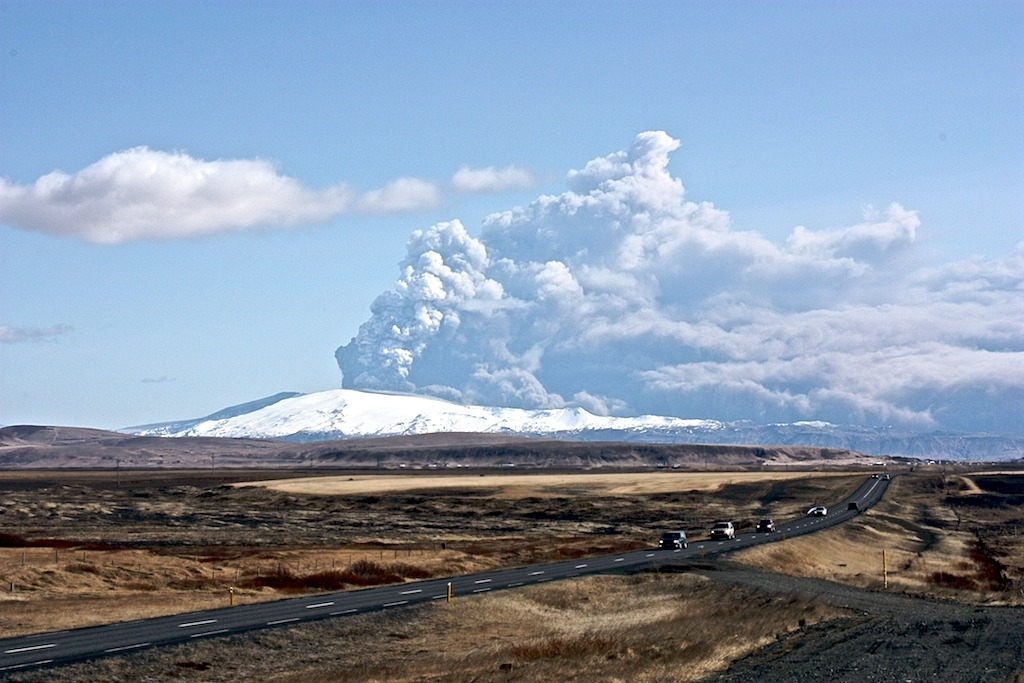
Explosión del Eyjafjallajökull en 2010.

La más reciente y dramática erupción tuvo lugar durante la noche del 23 de enero de 1973 en la única isla habitada del grupo Vestmann, Heimaey. 
El total de la población de unas 5300 personas fue evacuada hacia el continente en cuestión de horas sin ningún accidente, en una asombrosa operación. 
La erupción duró hasta mayo y la mitad de la ciudad fue sepultada por la lava, mientras que el resto era cubierto por espesas capas de cenizas. El puerto y la más importante planta procesadora de pescado fueron salvadas por científicos islandeses quienes, audazmente, recurrieron al uso de aguas del mar para enfriar la lava en movimiento logrando luego detenerla.
La última erupción submarina, cerca de las islas Westman, comenzó visiblemente el 14 de noviembre de 1963, formando tres islas; una de las cuales ha resistido el paso el tiempo y fue denominada Surtsey con una superficie de casi 4 km². La erupción duró más de dos años atrayendo científicos y turistas de todo el mundo.
El volcán lineal más importante del mundo Laki, está en Islandia con una extensión de cerca de 25 km de longitud con más de cien cráteres. Surgió de una fisura en el volcán Grímsvötn, durante una erupción que comenzó en 1783 y duró 8 meses, hasta 1784. Se trata de la segunda más mortíferas de toda la historia. Esta acabó con la vida de 9000 islandeses y más del 50 % del ganado de la isla.

### Géiseres y el calor geotermal
Islandia es más rica en fuentes itálicas y áreas geotérmicas que cualquier otro país del mundo. Se caracteriza por pozos de vapor, piletas de barro y precipitado de sulfuro. Las principales áreas de altas temperaturas son Torfajökull al este del volcán Hekla y Grímsvötn en el glaciar Vatnajökull.
Existen unas 250 zonas geotermales de este tipo con un total de, aproximadamente, 800 fuentes termales. Algunas son manantiales con importantes chorros o géiseres; el más famoso de ellos es el Gran Geysir en Haukadalur en Islandia meridional, del cual deriva la palabra géiser. Otro famoso géiser cercano al Gran Geysir es el Strokkur.
Otra área geotermal de importancia turística es una laguna cerca de Reikiavik llamada Bláa lónið ("Laguna azul").

### Glaciares
Entre las características más distintivas de Islandia están los glaciares. Ellos cubren 11.800 km² o el 11,5% del total de la superficie del país. Durante las recientes décadas los glaciares han reducido su espesor considerablemente debido a un clima más benigno y algunos de los más pequeños han desaparecido.

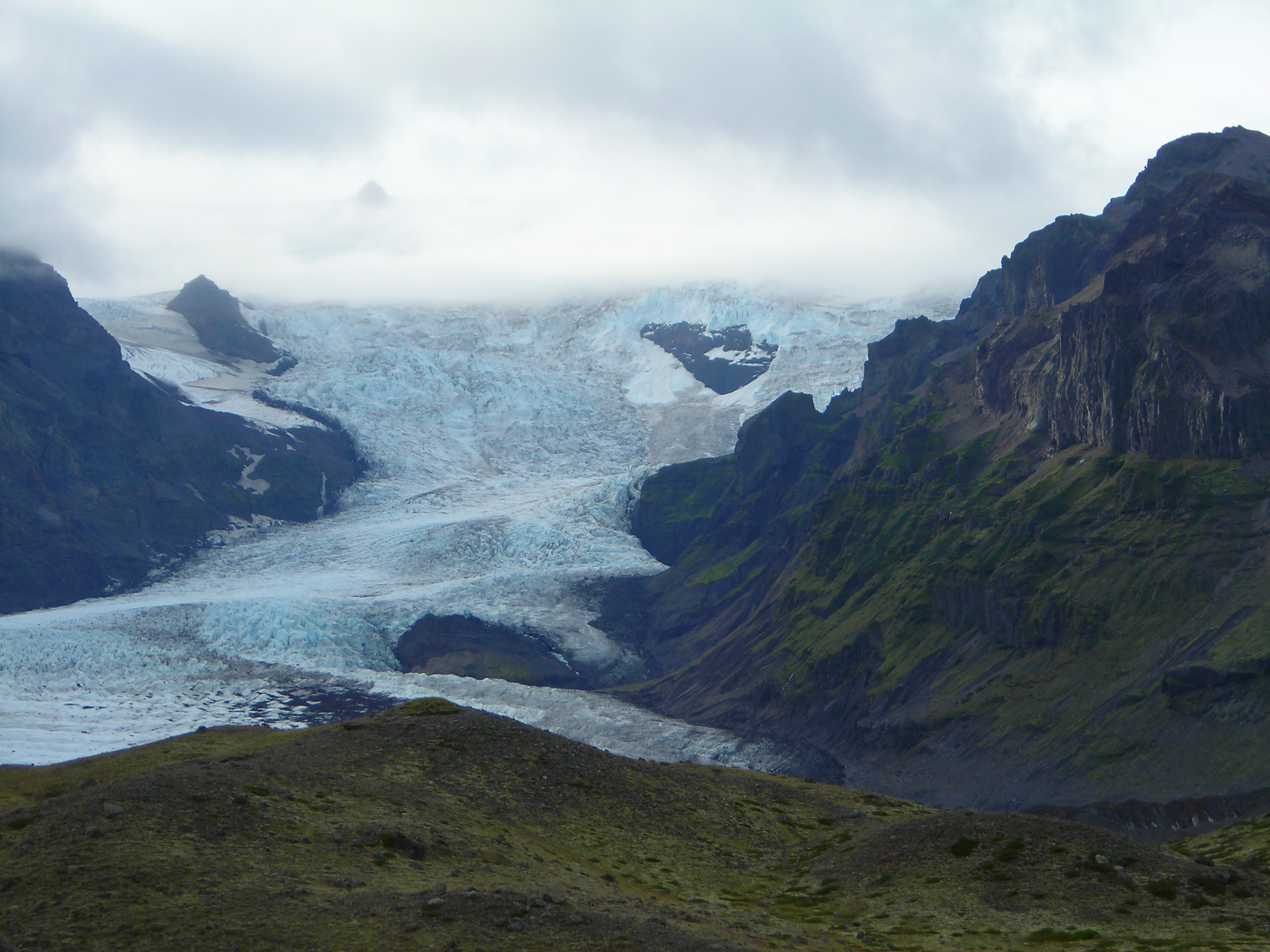
El glaciar Vatnajökull, el mayor glaciar de Islandia y de Europa.

El mayor casco glacial es el Vatnajökull en el sudeste del país con una superficie de 8.400 km², lo que iguala en extensión a la totalidad de los glaciares en el continente europeo. Alcanza un espesor de 1.000 m y un volumen de 3.100 km³. Se encuentra dividido entre las regiones de Austurland, Norðurland Eystra y Suðurland.
Otros glaciares importantes son el Langjökull y el Hofsjökull, ambos con un área superior a los 900 km². El primero se encuentra dividido entre las regiones de Vesturland y Suðurland, y el segundo entre las de Norðurland Vestra y Suðurland. 

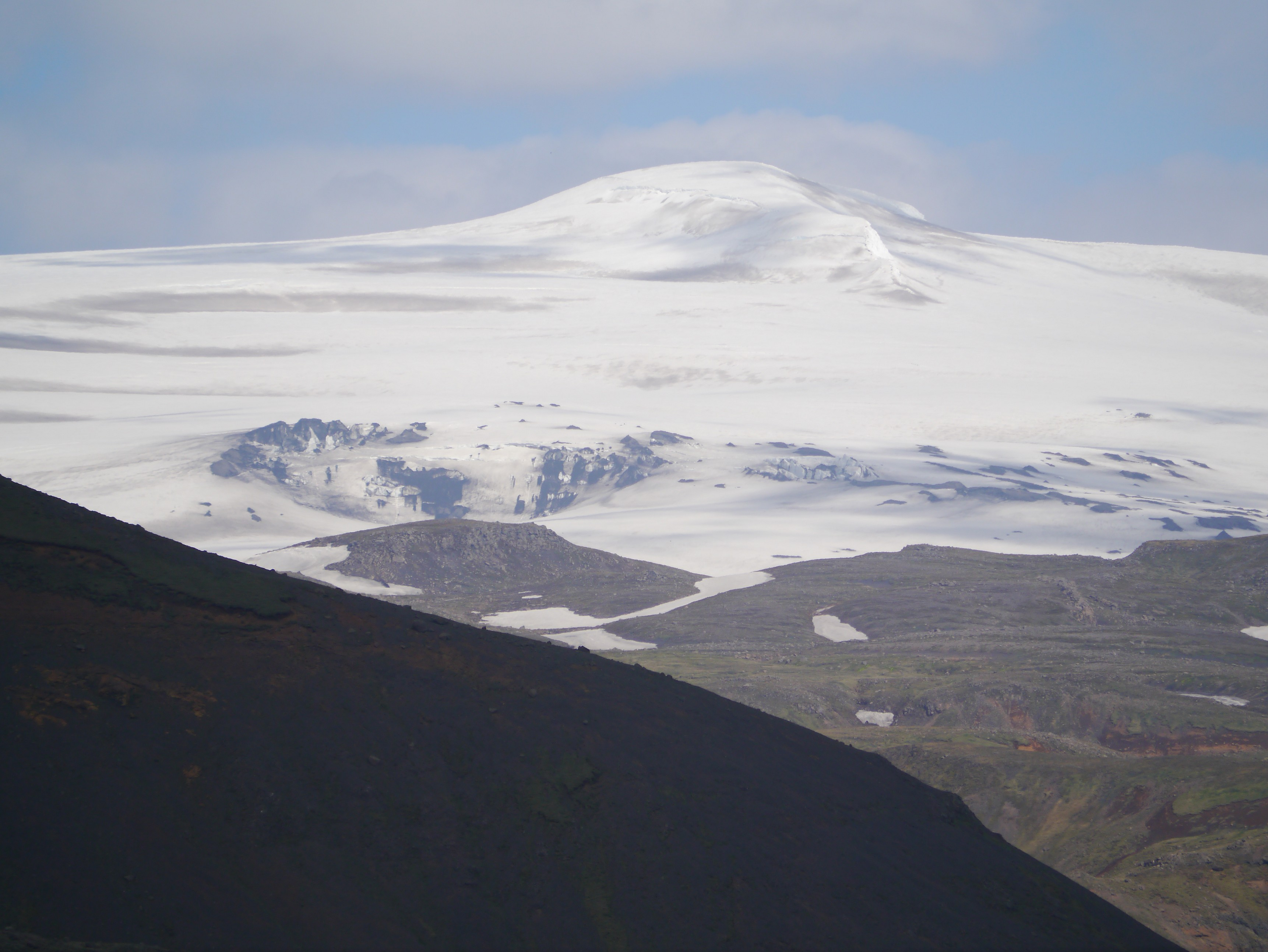
El glaciar Mýrdalsjökull.

El Myrdalsjökull se encuentra en Suðurland y es el cuarto de los grandes glaciares, con 596 km². Su cumbre alcanza los 1.493 m s. n. m. Otro glaciar mayor es el Drangajökull, en la península de Hornstrandir en Vestfirðir, con 160 km² de extensión. 
Otros glaciares entre 50 y 19 km² de área son el Tungnafellsjökull, el Þórisjökull, el Eiríksjökull, el Þrándarjökull, Tindfjallajökull, Torfajökull y Snæfellsjökull.
Muchos campos de hielo y glaciares de Islandia se encuentran sobre volcanes, como el Grímsvötn y el Bárðarbunga, cerca al Vatnajökull.

## Hidrografía

### Ríos

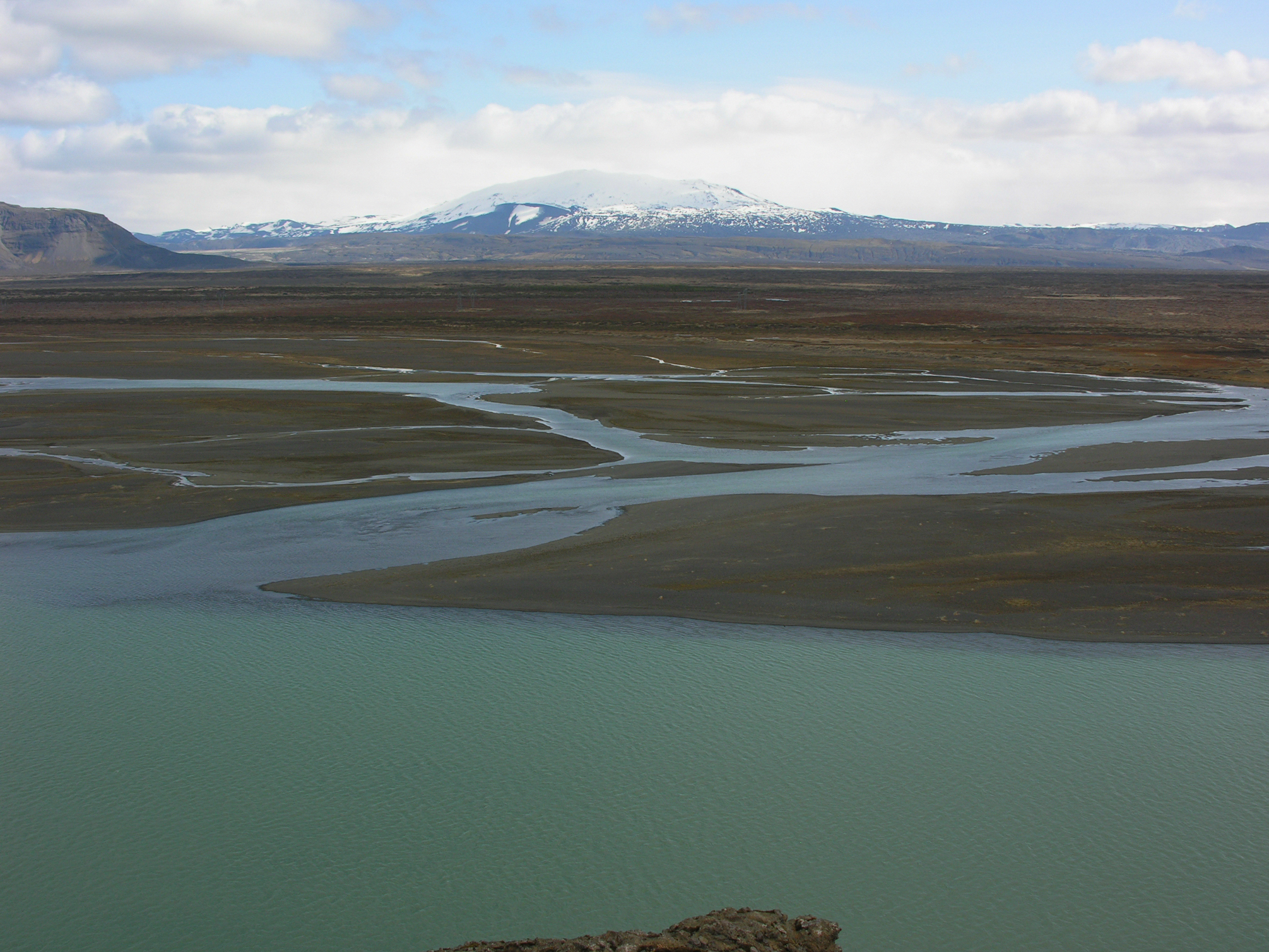
El río Þjórsá (Thjórsá) y el volcán Hekla.

Los ríos en Islandia son numerosos y relativamente caudalosos debido a las importantes precipitaciones y a la gran cantidad de agua de deshielo glacial, pero ninguno de ellos es navegable debido a las rápidas corrientes. 
Muchos de los ríos se originan en los glaciares, en las Tierras Altas del centro de la isla. En consecuencia, se cargan de detritos. Son turbios y a menudo presentan una tonalidad marrón amarillenta. 
El río más largo, el Þjórsá en el sur, tiene una longitud de 230 km y tiene una descarga promedio de 385 m³ por segundo. Otros ríos importantes del sur son el Hvitá, el Ölfusá, el Skeiðará y el Skógá. 
Al oeste se encuentran el Fossá, el Hvitá y el Norðurá. En la región de Vestfirðir están el Dynjandi y el Staðará

### Cascadas
Son características del paisaje islandés las numerosas cascadas, de las cuales las más famosas son Gullfoss, la "cascada de oro", con 32 metros, en el río Hvitá; la Skogafoss, de 60 metros, en el Skógá; y la Dettifoss, de 44 metros, en el Jökulsá á Fjöllum. Las primeras dos se encuentran en la región de Suðurland y la última, en el parque nacional Jökulsárgljúfur, en la de Norðurland Eystra.
Otras cascadas importantes son Goðafoss, Hafragilsfoss, Seljalandsfoss y Selfoss.

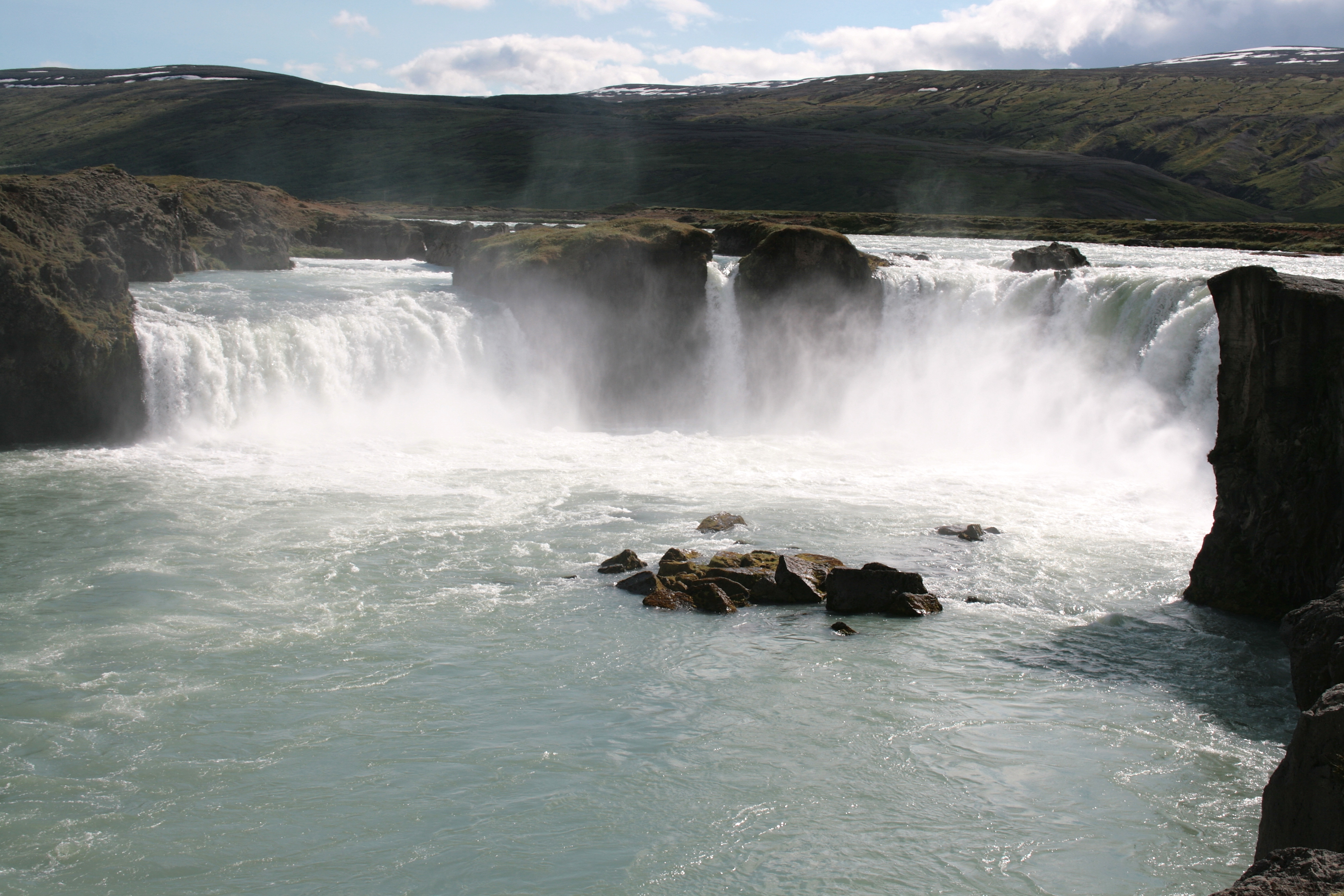
La cascada Goðafoss.

### Lagos
Los lagos abundan en Islandia, pero la mayoría de ellos son bastante pequeños. Algunos de estos lagos han sido formados por hundimientos del terreno (Þingvallavatn, Kleifarvatn), otros llenan depresiones producidas por la erosión glacial (Jökulsárlón, Logurinn, Skorradalsvatn, Mývatn). Algunos están muy colmados de lava (Þórisvatn, Mývatn). 
Los cinco lagos más grandes son el Þingvallavatn (83 km²), el que tiene 109 m de profundidad; el Þórisvatn (68 km²), el Logurinn (52 km²); el lago-laguna Hóp (45 km²), y el Mývatn (38 km²). El lago Mývatn es conocido mundialmente por su fascinante vista y riquísima variedad de aves.

## Clima

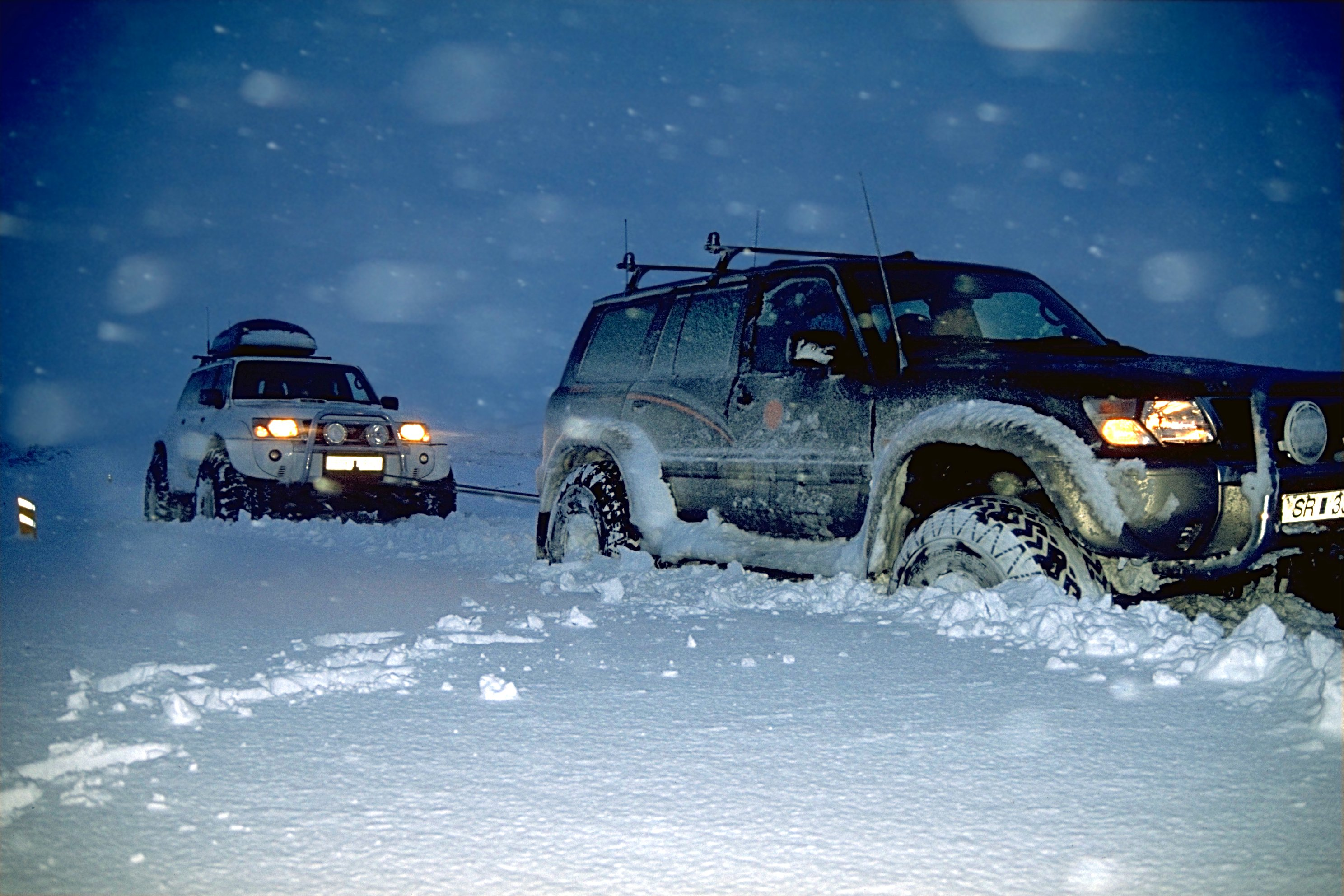
Nieve en Islandia durante el invierno.

En la Clasificación climática de Köppen, el clima de Islandia es oceánico, frío cerca de la costa y de tundra tierra adentro en las zonas altas. Influye la ubicación del país en la zona límite entre dos diferentes corrientes de aire, una de origen polar y la otra tropical (separadas por el frente polar).
El tiempo en Islandia es en general bastante impredecible. Depende del curso de las depresiones atmosféricas que cruzan el Atlántico Norte. 

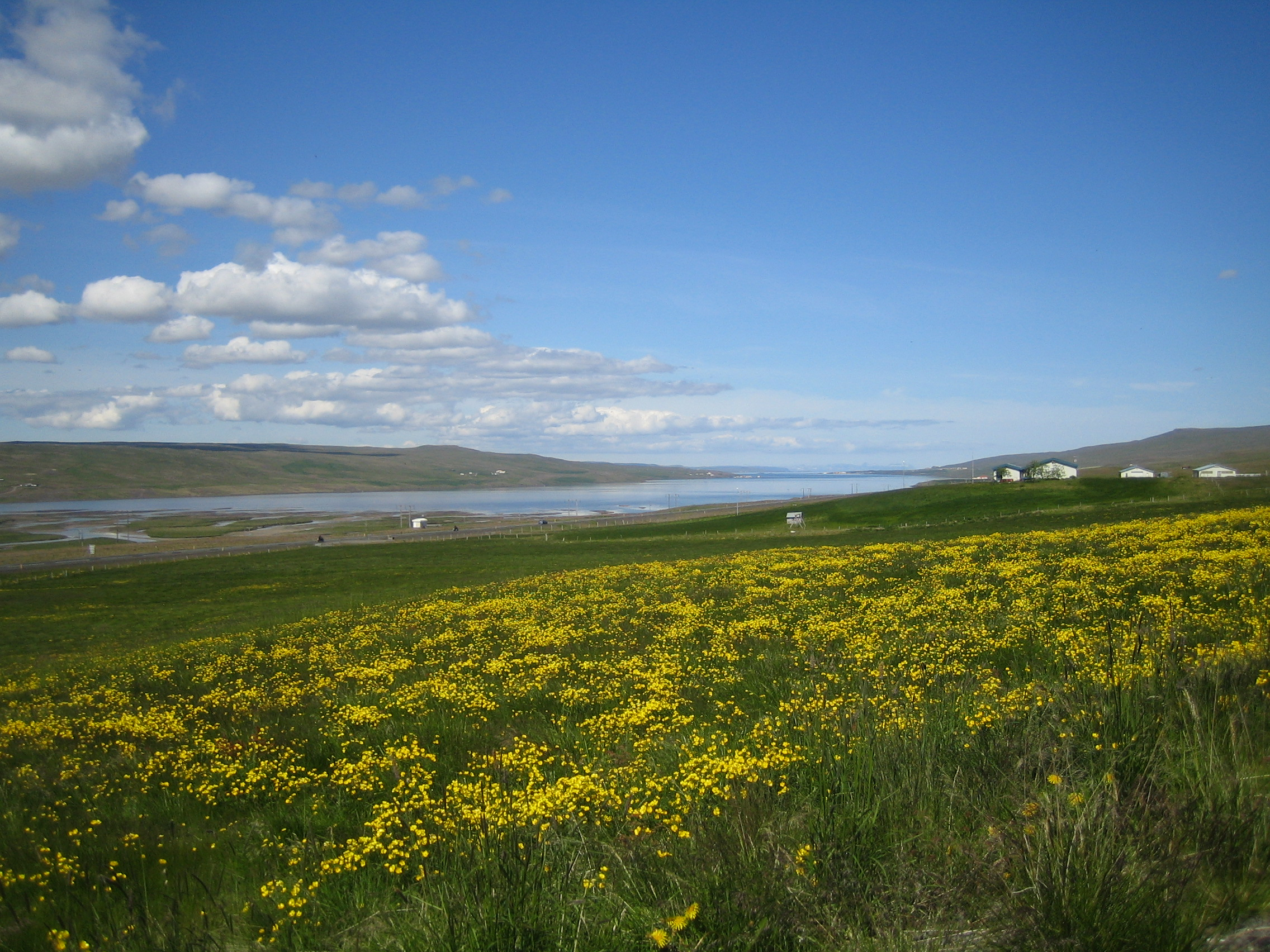
Primavera en Hrútafjörður.

Hay una zona de baja presión constante cerca de Islandia, acertadamente llamada la depresión de Islandia que se encuentra entre Islandia y Groenlandia. Esta zona afecta a la cantidad de aire que se trae del Ártico hacia el este, y la que va desde el Ártico hacia el oeste. Esta zona es parte de un sistema de presión mayor conocida como la Oscilación del Atlántico Norte.
También influyen en el clima de Islandia dos corrientes oceánicas. La primera de ellas, la del Atlántico Norte, que recorre las costas del sur y del oeste, hace el clima de la isla más templado de lo que se esperaría considerando su latitud justo al sur del Círculo polar ártico. La segunda, la corriente de Irminger, refuerza este efecto y ayuda a templar la temperatura de la isla.
El invierno es relativamente suave para su latitud. Las llanuras meridionales de la isla tienen temperaturas alrededor de 0 °C en el invierno, mientras que en las tierras altas tiende a estar alrededor de los −10 °C. Las temperaturas más bajas en la parte septentrional de la isla están entre los −25 y −30 °C. La temperatura más baja registrada es de −39,7 °C.

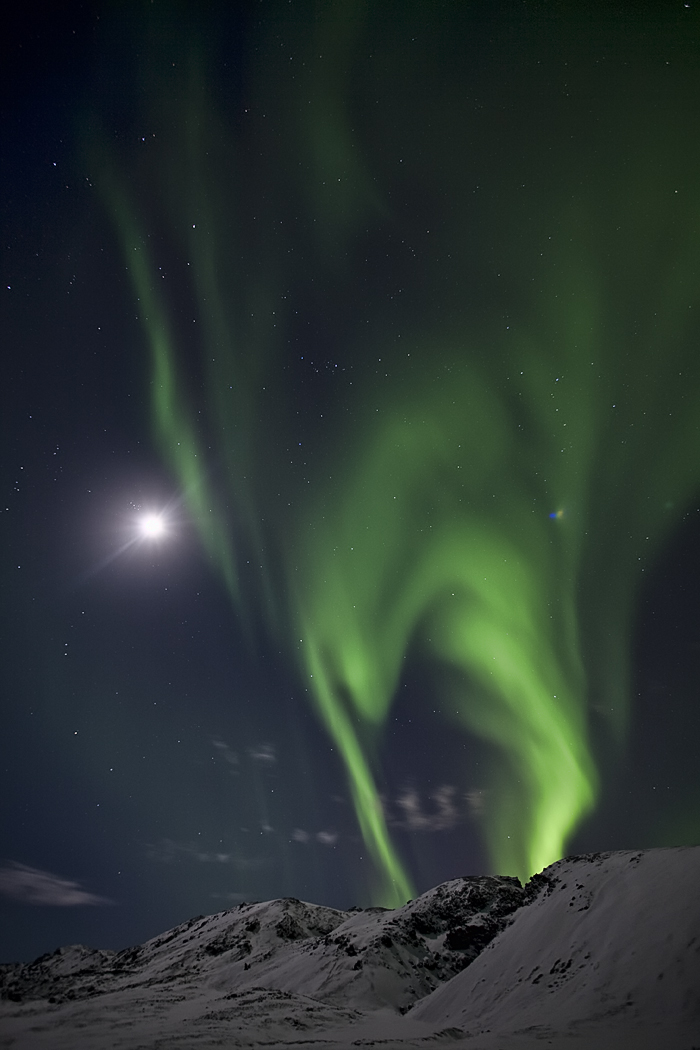
Aurora boreal en Islandia.

Las temperaturas medias en julio en la parte meridional de la isla es de entre 10 y 13 °C. Los cálidos días veraniegos pueden alcanzar entre 20 y 25 °C. La temperatura más alta registrada fueron 30,5 °C en los fiordos orientales en 1939. Las horas medias de sol anuales en Reikiavik están alrededor de 1300, que es parecido a ciudades en Escocia e Irlanda.
La dirección prevalente del viento es oriental. Los del oeste son muy infrecuentes. Hablando en términos generales, la velocidad tiende a ser más alta en las tierras altas, pero los accidentes topográficos pueden agravar los vientos y causar fuertes ráfagas en las llanuras. 

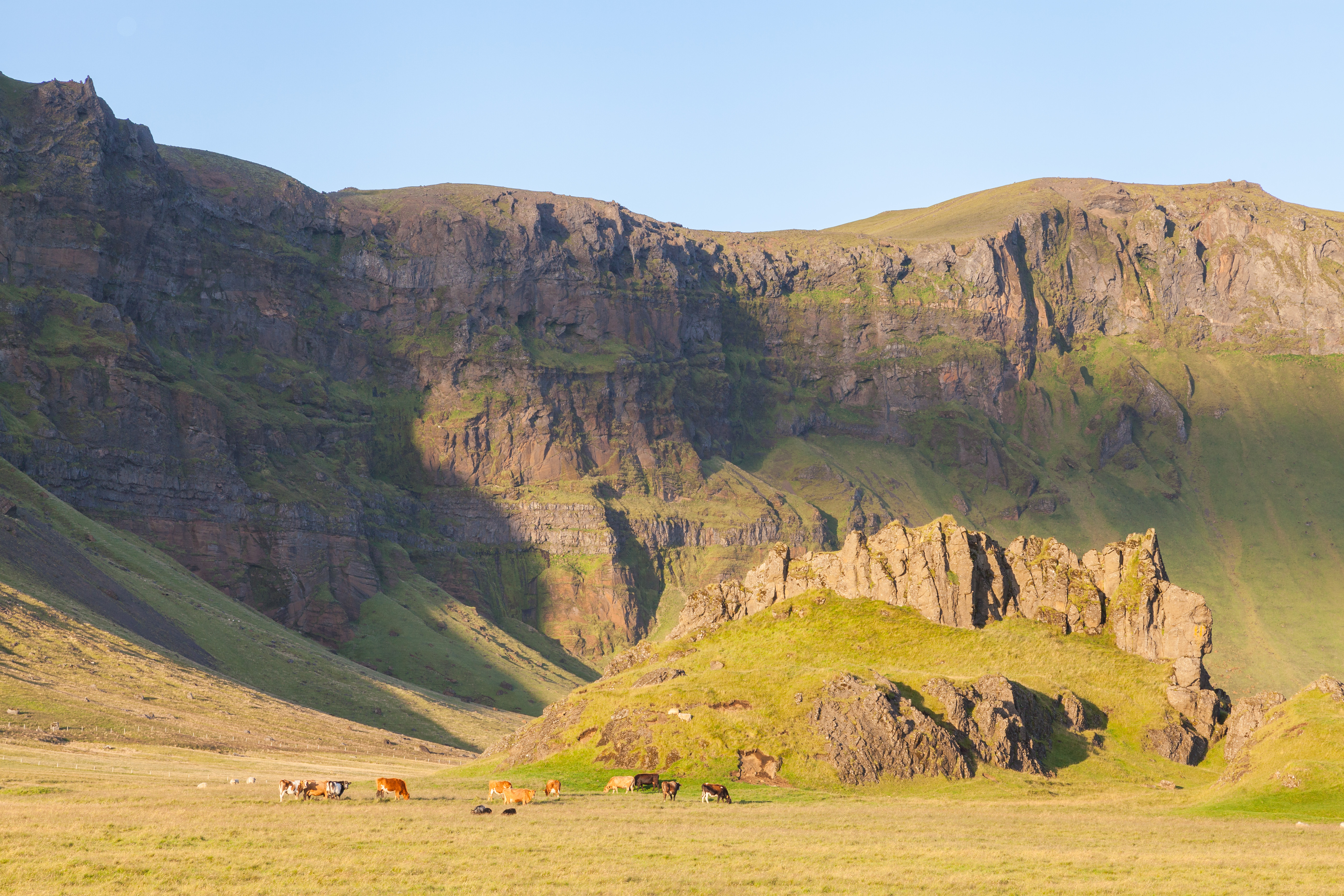
Fin del verano en Storhofthi, en la región de Suðurland.

La velocidad del viento con frecuencia alcanza los 18 metros por segundo; en los días tormentosos, llega a 50 metros por segundo. Intensas tormentas de polvo se pueden encontrar con fuertes vientos glaciares. 
Hasta 10 tonelada de material puede estar en movimiento por transect y hora. Estas tormentas son muy frecuentes a principios del verano en las áridas tierras altas al norte del glaciar Vatnajökull. 
Las tormentas son extremadamente infrecuentes en Islandia, con menos de cinco tormentas al año en la parte meridional de la isla. Son comunes sobre todo a finales del verano. Pueden estar causadas por cálidas masas de aire que vienen del continente, o bajas presiones que vienen del suroeste en el invierno. Los rayos pueden observarse usualmente en conexión con las columnas de ceniza que de los volcanes de la isla.
La aurora boreal puede verse a menudo especialmente en otoño y en los comienzos de invierno. Durante dos o tres meses en el verano hay continua luz de día en Islandia y en los comienzos de la primavera y hacia fines del otoño se disfruta de largos crepúsculos. El período realmente oscuro (tres a cuatro horas de luz de día) dura, aproximadamente, desde mediados de noviembre hasta fines de enero.
En Reykjavik caen unos 800 mm de lluvia al año, bien repartidos a lo largo del año, con un mínimo en mayo de 45 mm y 10 días de precipitación, y un máximo de 85 mm en octubre con 15 días precipitación. Puesto que las temperaturas son muy suaves, la evapotranspiración es relativamente escasa y las lluvias, suaves, están bien repartidas. Las temperaturas oscilan entre los -2.oC de mínima y los 2.oC de máxima de enero, y los 9.oC de mínima y los 14.oC de máxima de julio y agosto. Las horas de sol son muy escasas, oscilando entre cero horas en diciembre y seis horas entre mayo y julio. La temperatura del mar oscila entre los 5 y los 10.oC.
En Akureyri, al norte de la isla, protegida de los vientos húmedos del sudoeste, las precipitaciones son muy inferiores, unos 485 mm anuales, con un mínimo de 20 mm y 5 días de lluvia en mayo, y un máximo de 60 mm y 11 días de lluvia en octubre. Puesto que se halla en un fiordo protegido, las temperaturas son suaves y el mar no se hiela en invierno. Las medias oscilan entre -4.oC y 2.oC en enero, y entre 9.oC y 15.oC en julio.

## Medioambiente

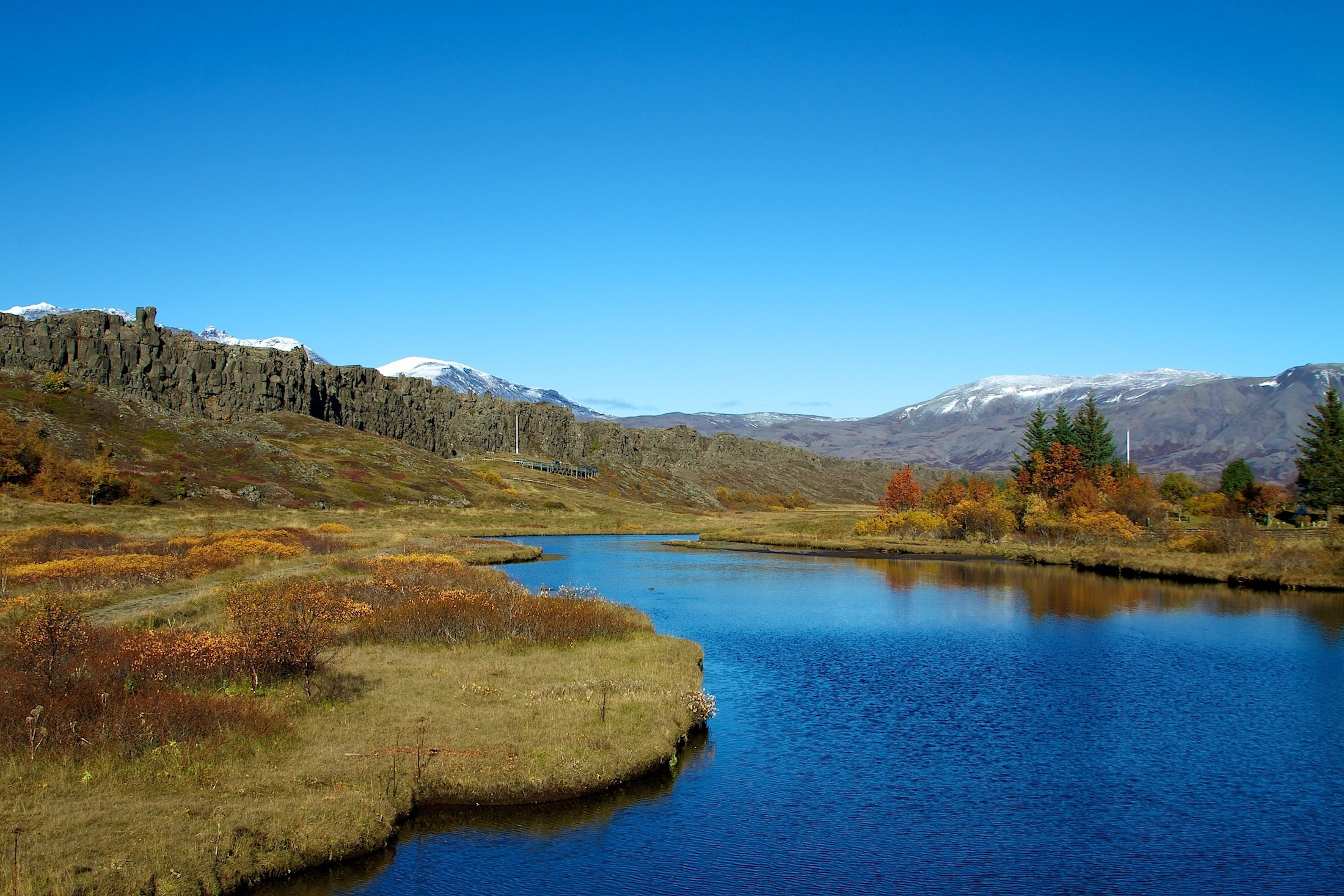
Paisaje del Thingvellir.

Destaca en su patrimonio natural Surtsey, bien natural declarado patrimonio de la Humanidad por la Unesco en 2008. 58.970 hectáreas están protegidas como humedales de importancia internacional al amparo del Convenio de Ramsar, en tres sitios Ramsar: Grunnafjördur, parte de la región Mytvan-Laxá y Thjörsárver. 
Desde 2008, Islandia tiene los parques nacionales de Thingvellir, en Islandia meridional, fundado en 1928; Snæfellsjökull, en el occidente, fundado en 2001; y de Vatnajökull, en el sureste, fundado en 2008.
Antes había cuatro parques nacionales en Islandia; ese año se unieron Jökulsárgljúfur y Skaftafell y se integraron en el parque nacional Vatnajökull, que es además el parque nacional de mayor tamaño en Europa. El Ásbyrgi es un cañón con áreas boscosas que se encuentra en el norte, a unas dos horas al este de Akureyri, en la región de Norðurland Eystra.
Los peligros naturales de Islandia son terremotos y erupciones volcánicas. Los problemas medioambientales son la contaminación de agua por escorrentía de fertilizantes; tratamiento de desechos del agua inadecuado.

### Flora
En Islandia podremos comprobar que solo un cuarto del total de la superficie tiene una capa continua de vegetación. Esto se debe principalmente al clima desfavorable, a la actividad volcánica, a los movimientos glaciares y al acceso del ganado a pastoreo. 

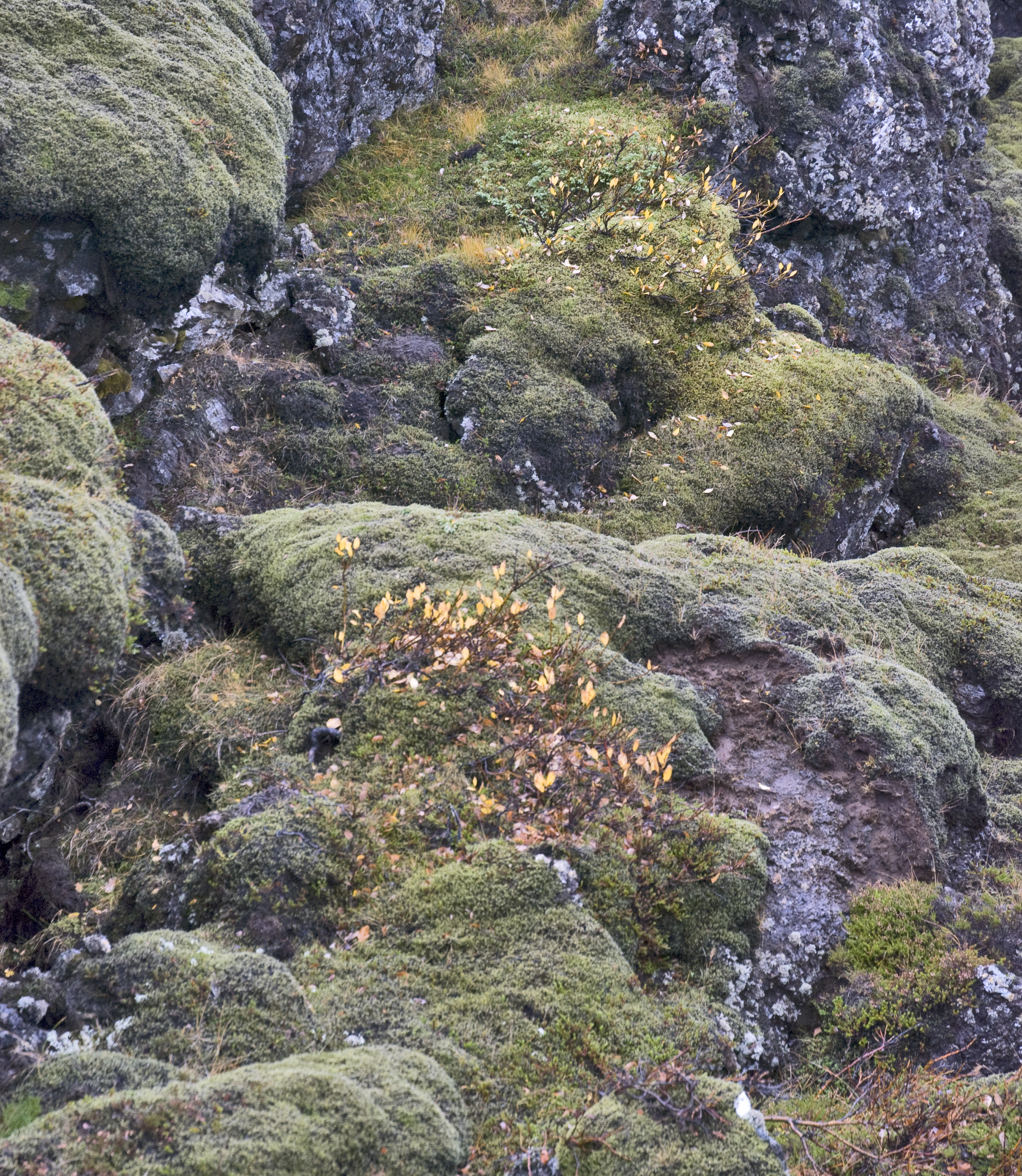
Vegetación en la Laguna Azul

La vegetación ha sufrido grandes deterioros durante los once siglos de ocupación humana, además de una importante erosión de los suelos. Extensos bosques de abedules fueron destruidos por la indiscriminada tala y por el pastoreo, de manera que solo algunos restos de ellos aún sobreviven. 
En ocasión de la celebración del 1100° aniversario del establecimiento de Islandia como Nación, el Althing (asamblea-parlamento) se reunió en Þingvellir el 27 de julio de 1974, y aprobó una resolución adjudicando una suma importante de dinero para detener la erosión de la isla y para la recuperación de lo que ya se había perdido. 
Desde entonces extensas zonas han sido protegidas del pastoreo y se han realizado experimentos de reforestación con coníferas a gran escala. Los árboles más grandes se encuentran ahora en los bosques de abedules de Hallormsstadarskógur en el este y Vaglaskógur en el norte, mientras que serbales y álamos solo crecen en algunas partes.
En general, la vegetación de Islandia es de naturaleza subártica y se distingue por la abundancia de hierbas, juncias y especies afines. También abundan prados, pantanos y ciénagas. Existen muchas zonas de páramos y brezales. Pero en todo el país y especialmente en las planicies inhabitadas hay grandes extensiones de roca desnuda, desiertos pedregosos, páramos arenosos y campos de lava.

## Geografía económica

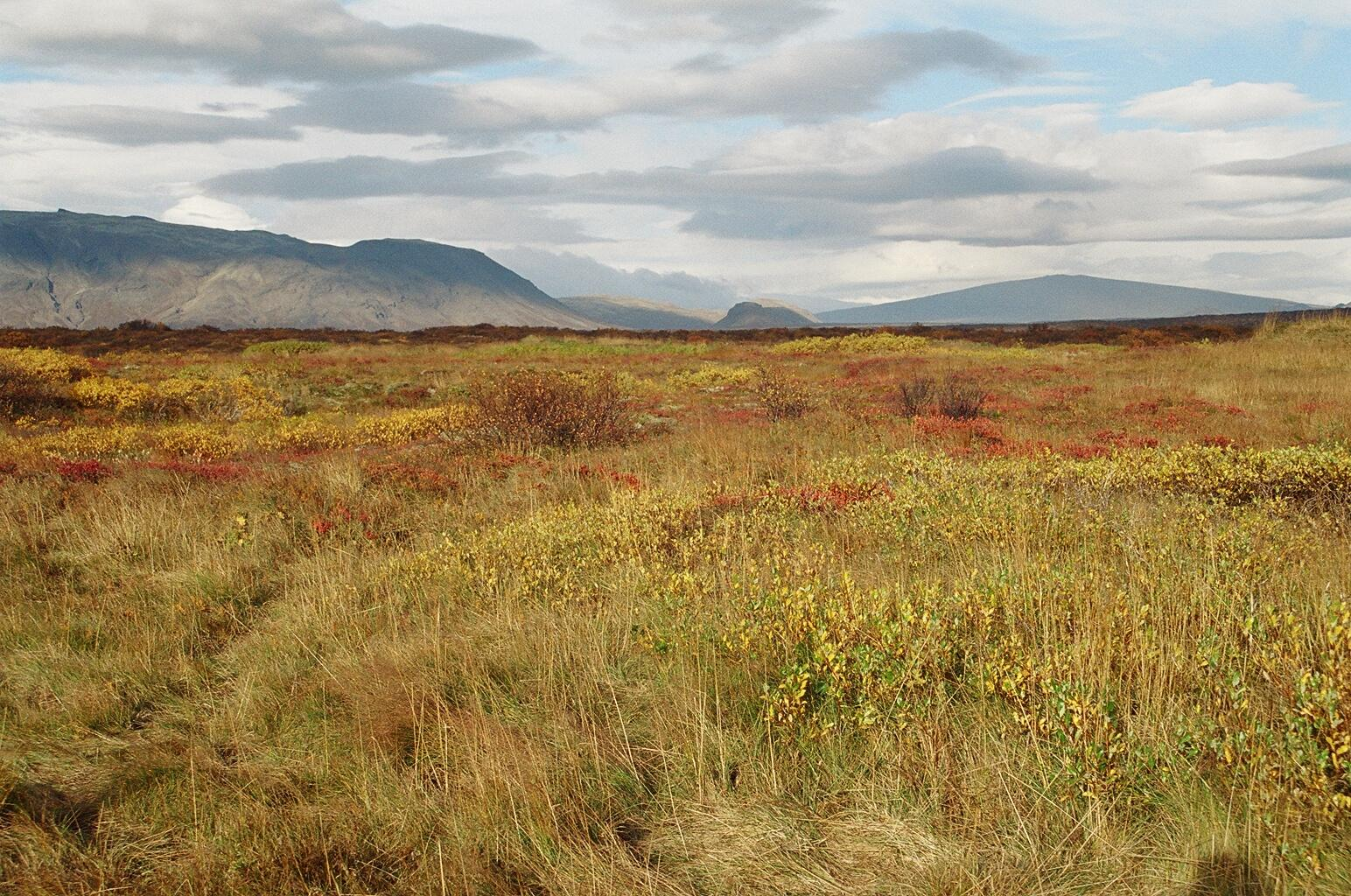
Thingvellir en otoño.

Los recursos naturales de Islandia son la pesca, la energía hidráulica, la geotérmica y la diatomita.
Apenas el 0,07 % de la tierra es arable y no hay cosechas permanentes. El 23% del territorio de dedica a pasturas permanentes. La pesca del langostino y de la langosta se ha convertido últimamente en una actividad lucrativa en algunas partes del país.
Islandia es una de las democracias más antiguas del mundo. En 2016 fue elegido presidente Guðni Thorlacius Jóhannesson, mienttas que Bjarni Benediktsson es primer ministro desde 2024 y presidente del Partido de la Independencia. La economía de Islandia se vio afectada en 2019 por una pobre estación pesquera y una contracción del turismo debida a la quiebra de la compañía aérea de bajo coste Wow Air. Islandia, con una población de 340.000 habitantes en 2020 y una renta per cápita de 55.917 dólares, solicitó entrar en la UE en 2009, debido a la crisis, pero en 2015 retiró su candidatura. No obstante, disfruta de libre comercio de capital, trabajadores, bienes y servicios con la UE.
Históricamente, la prosperidad de Islandia había dependido de los abundantes recursos pesqueros y energéticos, a los que se añadieron las inversiones y los servicios. Los años anteriores a la crisis de 2008, los principales sectores eran el financiero y de la construcción. En 2010, la crisis llevó a dar prioridad a la demanda interna y al turismo. Los servicios representan el 70% del PIB. La pesca, era en 2015, el 8,3% del PIB y la mayor de la exportaciones, pero decayó en los últimos años en favor del turismo. La exportación de bienes manufacturados representaba en 2015 el 12% y la construcción el 6% del PIB.

## Áreas protegidas de Islandia

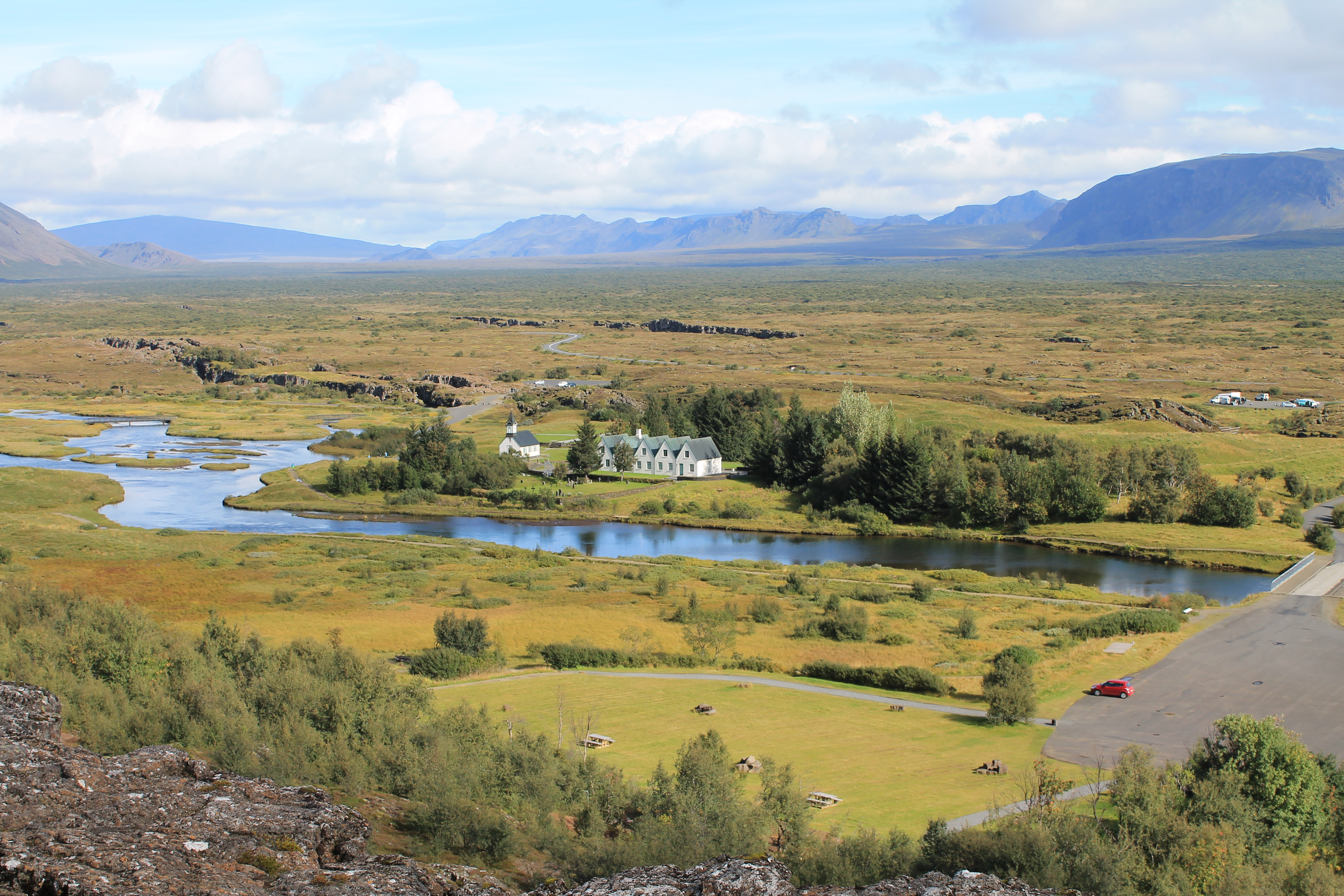
Parque nacional Þingvellir

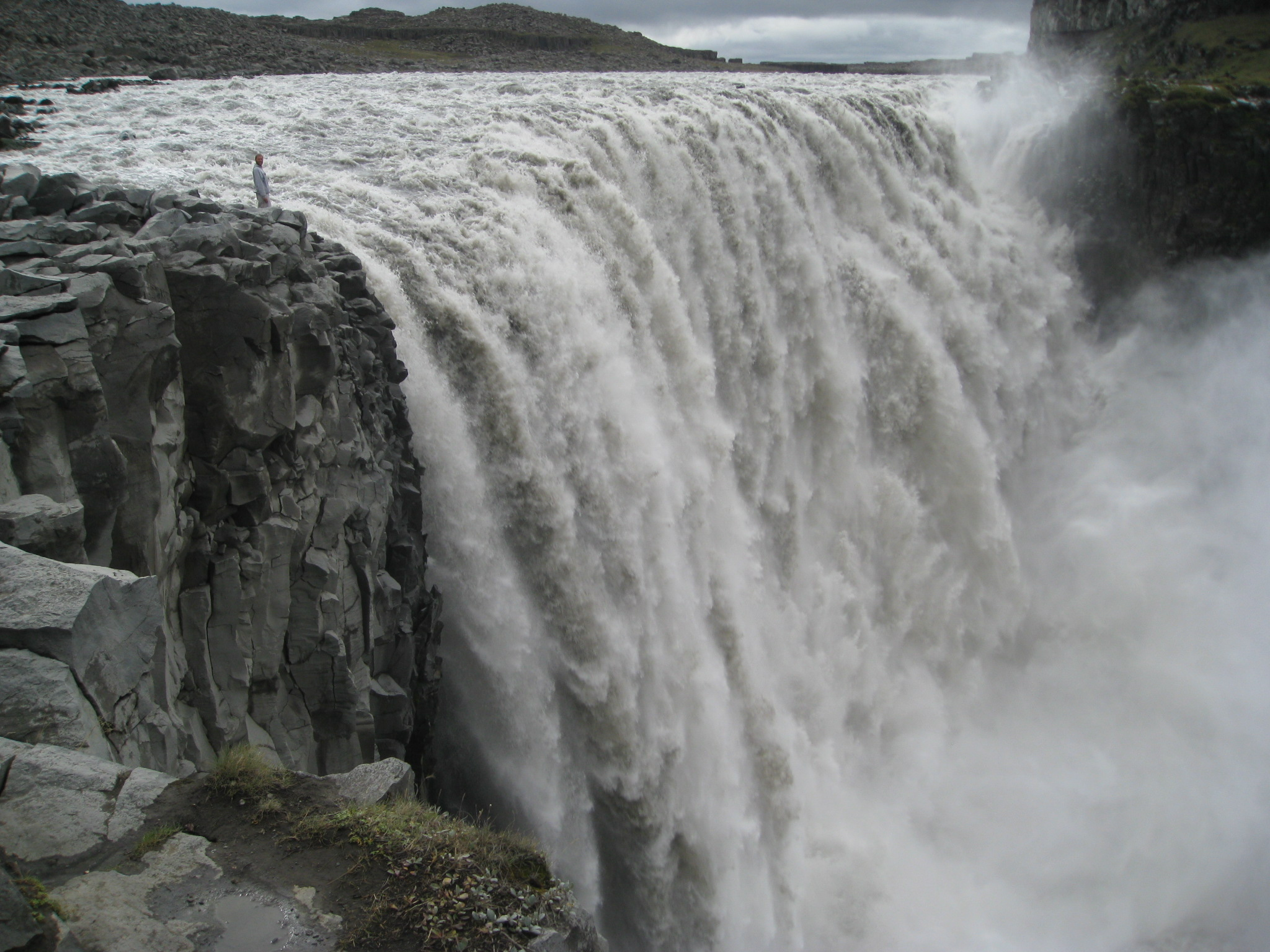
Cascada de Dettifoss

En Islandia hay 128 áreas protegidas que ocupan 19.952 km², el 19,5% de los 102.302 km² del país, y 2864 km² de áreas marinas, el 0,38% de la superficie marina que le corresponde, 752.784 km². Estas áreas están repartidas entre 3 parques nacionales, 38 reservas naturales, 42 monumentos naturales, 2 áreas de conservación, 23 áreas recreativas y 4 hábitats protegidos. A nivel regional, hay 9 áreas marinas protegidas, además de 1 patrimonio de la humanidad y 6 sitios Ramsar.

#### Parques nacionales
- Parque nacional Vatnajökull, 14 000 km². En el sudeste. Incluye los antiguos parques nacionales de Jökulsárgljúfur, con la famosa cascada Dettifoss, que aparece en la película Prometheus, y Skaftafell, con la famosa cascada Svartifoss, rodeada de columnas basálticas negras.
- Parque nacional Þingvellir, 228 km². En el sudoeste.
- Parque nacional Snæfellsjökull, 170 km². En el oeste. Culmina en el volcán Snæfellsjökull, de 1446 m de altura.

#### Patrimonio de la humanidad
- Isla de Surtsey, 33,7 km². Al sur de Islandia, emergida en 1963.

#### Sitios Ramsar

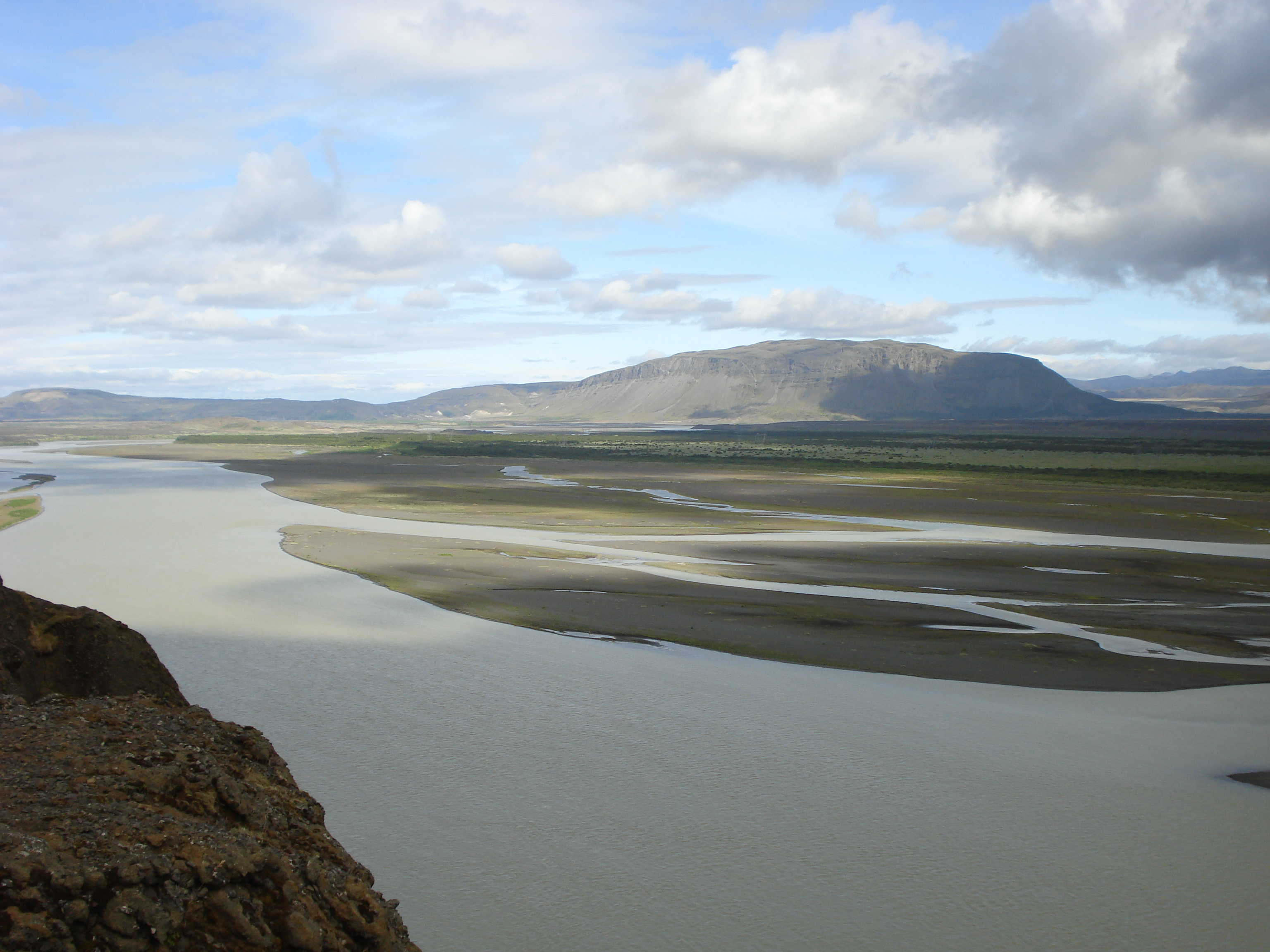
Río Þjórsá

En Islandia hay 6 sitios Ramsar con una extensión de 1287 km².
- Reserva natural de Gudlaugstungur, 402 km²
- Hábitat protegido de Andakill, 31 km². Reserva natural en el estuario del fiordo Borgarfjörður, con dos ríos.
- Reserva natural de Snaefell y Eyjabakkar, 264,5 km². En el parque nacional Snæfellsjökull, al norte del glaciar Eyjabakkajökull
- Grunnafjördur, 14,7 km². Estuario en el oeste de Islandia.
- Thjörsárver o Þjórsá, 375 km². Es el río más largo de Islandia.
- Región de Myvatn-Laxá, 200 km². Myvatn es un lago de aguas poco profundas abastecido por el río Laxá.